# Spiru Haret
Spiru Haret   (Iași, 15 de febrer de 1851 - Bucarest, 17 de desembre de 1912) va ser un matemàtic romanès d'origen armeni que va ser Ministre d'Ensenyament de Romania i va inspirar el seu sistema educatiu.

## Vida i Obra
Haret va estudiar a la universitat de Bucarest a partir de 1869. Es va graduar el 1874 en matemàtiques i física. Va guanyar una beca que li va permetre continuar estudis a la universitat de la Sorbona, en la qual es va doctorar el 1878. La facultat de ciències de Grenoble el va intentar retenir com docent, però ell va retornar a Bucarest per ocupar la càtedra de mecànica racional de la seva universitat. Tot i que es va continuar dedicant a la docència de les matemàtiques, Haret es va involucrar en la política, sobre tot en el camp de l'ensenyament: El 1882 va ser nomenat membre del Consell Permanent de l'Ensenyament, el 1883 va ser Inspector General Escolar, de 1885 a 1888 va ser Secretari General del Ministeri d'Instrucció Pública.
Va ser Ministre d'Instrucció Pública en governs liberals en tres ocasions: 1897-1899, 1901-1904 i 1907-1910. Haret va ser un reformador del sistema educatiu hongarès, convertint-lo en l'instrument bàsic de transmissió de coneixement i per crear les habilitats necessàries per les activitats pràctiques. També es va centrar en millorar les escoles rurarls, formant el professorat, per aconseguir millorar la situació dels camperols.
Una universitat privada de Bucarest fundada el 1991 porta el seu nom.